# Stanislav Kuliš
Stanislav Kostjantynovyč Kuliš (in ucraino Станіслав Костянтинович Куліш?; Dnipropetrovsk, 8 febbraio 1989) è un calciatore ucraino, attaccante svincolato.

## Carriera
Nella stagione 2014-2015 vince la classifica cannonieri di Perša Liha.

## Palmarès

### Club

#### Competizioni nazionali
- Perša Liha: 1

Dnipro-1: 2018-2019

### Individuale
- Capocannoniere della Perša Liha: 1

2019-2020 (18 reti)